# Meroplius latispinifer
Meroplius latispinifer är en tvåvingeart som beskrevs av Ozerov 1999. Meroplius latispinifer ingår i släktet Meroplius och familjen svängflugor.
Artens utbredningsområde är Uganda. Inga underarter finns listade i Catalogue of Life.